# Staryj Belyj Jar
Staryj Belyj Jar è un centro abitato della Russia.